# جنبش پان‌آفریقا
جنبش پان‌آفریقا (انگلیسی: Pan-Africanism) یک جنبش فکری جهانی است که هدف آن تشویق و تقویت همبستگی و پیوند بین تمام افراد آفریقایی‌تبار است. این جنبش براساس سرنوشت مشترکی که به تجارت بردگان و انتقال آنها از طریق اقیانوس اطلس صورت می‌گرفت ایجاد گردید، این جنبش فراتر از آفریقا گسترش یافته و یک پایگاه قوی در بین فرقه‌های آفریقایی در آمریکای شمالی، کاراییب، آمریکای‌لاتین و آمریکا دارد. این موضوع براساس این باور استوار است که اتحاد برای پیشرفت اقتصادی، اجتماعی و سیاسی حیاتی است و هدفش متحد کردن و رشد مردمان آفریقایی‌تبار است. این ایدئولوژی تأکید می‌کند که سرنوشت همه مردم و کشورهای آفریقایی درهم‌تنیده شده‌است. در مرکز آن «پان‌آفریقا معتقد است که گروه‌های قومی در آفریقا، هم در قاره و هم در جمعیت پراکنده آفریقا، نه تنها یک تاریخ مشترک، بلکه یک افسانه مشترک» را به اشتراک می‌گذارند. سازمان وحدت آفریقا در سال ۱۹۶۳ برای حفاظت از حاکمیت و تمامیت ارضی کشورهای عضو آن تأسیس شد تا ترویج روابط جهانی در چارچوب سازمان ملل متحد را در دستور کار قرار دهد. کمیسیون اتحادیه آفریقا دارای مقرهای مختلف در آدیس آبابا، پارلمان آفریقا، ژوهانسبورگ و می‌دراند است.